# Keratella mixta
Keratella mixta är en hjuldjursart som först beskrevs av Oparina-Charitonova 1924.  Keratella mixta ingår i släktet Keratella och familjen Brachionidae. Inga underarter finns listade i Catalogue of Life.